# منتخب إنجلترا تحت 18 سنة لاتحاد الرغبي
منتخب إنجلترا الوطني لاتحاد الرغبي تحت 18 سنة (بالإنجليزية: England national under-18 rugby union team)‏ هو ممثل المملكة المتحدة الرسمي في المنافسات الدولية في اتحاد الرغبي .